# Хироши Јошида
Хироши Јошида (јап. 吉田 弘; Шизуока, 11. фебруар 1958) бивши је јапански фудбалер.

## Каријера
Током каријере је играо за Фурукава.

## Репрезентација
За репрезентацију Јапана дебитовао је 1981. године. За тај тим је одиграо 9 утакмица и постигао 1 гол.

## Статистика
| Јапан  | Јапан   | Јапан  |
| Година | Наступи | Голови |
| ------ | ------- | ------ |
| 1981.  | 6       | 1      |
| 1982.  | 1       | 0      |
| 1983.  | 2       | 0      |
| Укупно | 9       | 1      |